# Marquesas Keys
Die Marquesas Keys sind eine zu Florida gehörende, unbewohnte Inselgruppe im Golf von Mexiko. Die Inselgruppe gehört zu den Florida Keys und liegt an deren westlichem Ende etwa 30 km westlich von Key West. Sie sind durch Boca Grande Channel von den anderen Keys getrennt. Lediglich die Dry Tortugas liegen isoliert noch weiter westlich. Administrativ stellen die Marquesas Keys eine „unincorporated area“ des Monroe Countys dar.
Die Marquesas Keys bestehen aus zehn Inseln mit einer Landfläche von 6,58 km² sowie Binnenseen von 0,17 km² Fläche. Die zentrale Lagune, Mooney Harbor genannt, weist eine Fläche von 29,37 km² auf. Die Inseln sind dicht mit Mangroven bewachsen.
Die Inselgruppe diente bis in die 1980er Jahre als militärisches Übungsziel, steht heute jedoch als Teil des Key West National Wildlife Refuges unter Naturschutz. Sie ist zudem ein beliebtes Ziel für Taucher und Sportfischer.